# Río Asúa
El río Asúa (en euskera Asua) es un río del norte de España, afluente del Nervión, que discurre por la provincia de Vizcaya. En sus orillas se libró la batalla de Luchana en el año 1836.

## Curso
El río nace en la sierra de Ganguren y va descendiendo pasando por los pueblos de Lezama, Zamudio, Derio, Sondica y Lujua hasta llegar a la desembocadura del Nervión en Erandio.
Aparece descrito en el tercer volumen del Diccionario geográfico-estadístico-histórico de España y sus posesiones de Ultramar de Pascual Madoz con las siguientes palabras:

ASUA: r. en la prov. de Vizcaya, y part. de Bilbao: tiene origen en los manantiales y vertientes del monte Ibarburu al OE. de Larrabezua; corre por Lezama y entra en el térm. de Zamudio, desde donde sigue su curso, dejando á la der. á Dério, Laxua, Sondica y Erandio, y recibiendo por esta misma orilla las aguas que bajan del monte de Unzaga se incorpora á la ria de Bilbao al frente de Luchana: en su curso fertiliza algunas arboledas y prados, impulsa varios artefactos, proporciona truchas, anguilas, loinas y bermejuelas, y le cruzan los puentes de Olaburniega, Oloste, Deribay, Echezarra, Arzubi, Zubivarria y Mauricobazo. Puede navegarse hasta cerca de Sondica y hasta donde participan sus aguas del flujo y reflujo del mar cantábrico.
(Madoz, 1846, p. 84)

## Contaminación
El tramo de la Ría de Asúa apenas tiene medio kilómetro, pero es uno de los más contaminados del País Vasco debido a los depósitos de lindano y otros contaminantes en sus inmediaciones, y a la acumulación de cianuro y arsénico en los lodos de su cauce.

## Afluentes
- Basobaltza
- Kantarazarra
- Untza
- Preguntegi